# Arctonemertes thori
Arctonemertes thori är en djurart som tillhör fylumet slemmaskar, och som beskrevs av Friedrich 1957. Arctonemertes thori ingår i släktet Arctonemertes och familjen Amphiporidae. Inga underarter finns listade i Catalogue of Life.